# Родригеш, Жерсон
Же́рсон Леа́л Родри́геш Гуве́йа (порт. Gerson Leal Rodrigues Gouveia; род. 20 июня 1995, Прагал, Almada, Cova da Piedade, Pragal e Cacilhas) — люксембургский футболист, нападающий клуба «Канчанабури Пауэр» и сборной Люксембурга. Лучший бомбардир в истории сборной Люксембурга (17 голов).

## Клубная карьера
На взрослом уровне дебютировал в сезоне 2012/2013, сыграв 2 матча и забив 1 гол за клуб «Свифт» во второй лиге Люксембурга. По итогам сезона клуб занял первое место и перешёл в высшую лигу. В следующем году сыграл за клуб 10 матчей, но по окончании сезона покинул клуб и подписал контракт с командой из второго дивизиона «Унион 05». Отыграв сезон во второй лиге, был отдан в аренду в «Расинг». После оконания аренды в «Расинге» подписал контракт с клубом «Фола». Летом 2017 года перешёл в нидерландский «Телстар», за который провёл 12 матчей и забил 3 гола в Эрсте дивизи. Зимой 2018 года подписал контракт с молдавским «Шерифом». 16 января 2019 года Родригеш подписал контракт с японским клубом «Джубило Ивата».
Однако провёл в Японии всего полгода, ведь 2 августа того же 2019 года перешел в киевское «Динамо», внимание представителей которого привлёк своими удачными выступлениями за сборную, в частности в играх против сборной Украины. Заключил с киевским клубом пятилетнее соглашение.
Дебютировал за «Динамо» в матче против бельгийского «Брюгге» (0:1), вышел после перерыва на второй тайм вместо Артёма Беседина. Первый гол за киевский клуб забил в принципиальном дерби против донецкого «Шахтера» (1:2) в чемпионате Украины, сравняв счет точным добиванием головой после мощного удара Дениса Гармаша. 31 января 2020 года на правах аренды перешёл в турецкий клуб «Анкарагюджю» до конца сезона 2019/20.
Сезон 20/21 начал в составе киевского «Динамо». С приходом на пост главного тренера киевского «Динамо» Мирчи Луческу смог закрепиться в осном составе. На старте сезона завоевал первый трофей в киевском «Динамо» — Суперкубок Украины. Случилось это в матче с донецким «Шахтёром», в котором отметился голом на 31 минуте.
15 сентября 2020 года забил свой первый еврокубковый гол в матче третьего квалификационного раунда против голландского АЗ.
В сезоне 2021/22 провел 3 официальных матча за «Динамо» (1 в стартовом составе) в рамках украинской Премьер-лиги, после чего 1 сентября 2021 года был отдан на правах аренды во французский клуб Лиги 1, «Труа», до конца сезона 2021/22.

## Карьера в сборной
Дебютировал за сборную Люксембурга 25 марта 2017 года в матче отборочного турнира чемпионата мира 2018 против сборной Франции, в котором вышел на замену на 81-й минуте вместо Даниэла Да Мота. Забил гол в ворота сборной Литвы. В матче с Украиной отличился автоголом на 93 минуте.

## Личная жизнь
Жерсон Родригеш родился в семье эмигрантов из Кабо-Верде. Рос без отца, основное участие в его воспитании принимала бабушка. Когда Родригеш пошёл в школу, его мать в поисках работы переехала из Португалии в Люксембург, а через несколько лет забрала с собой сына и в дальнейшем способствовала его увлечению футболом. Из-за недостатка строгости в воспитании взросление игрока происходило непросто. В возрасте 14 лет он был отчислен из молодёжной академии «Меца» за плохую успеваемость и после нескольких мелких правонарушений. Некоторое время Родригеш провёл на перевоспитании в социально-образовательном центре для несовершеннолетних в Драйборне, одним из методов работы которого является приобщение к социально полезной деятельности. Там он попытался освоить профессию плотника, увлёкся бодибилдингом и капоэйрой.
Воспитание наложило отпечаток на его профессиональной карьере. Обладая несомненными футбольными способностями, практически во всех своих клубах игрок конфликтовал с тренерами и партнёрами. Так, на одной из первых тренировок в Киеве он подрался с игроком «Динамо» Виталием Буяльским, а через несколько месяцев во время матча с донецким «Шахтёром» поскандалил с главным тренером киевлян Алексеем Михайличенко. Несоблюдение Жерсоном режима поставило под вопрос продолжение его карьеры на Украине. Из-за драки с капитаном «Анкарагюджю» Анте Кулушичем с Жерсоном было досрочно разорвано соглашение об аренде, хотя сам футболист заявил, что этот эпизод был всего лишь поводом для расторжения договора.
Мать Родригеша умерла в мае 2019 года. У него есть сын Джейден (23.08.2018). Во время выступлений за киевское «Динамо» Жерсон познакомился с украинской теннисисткой Ольгой Янчук, которая 27 ноября 2020 года родила ему сына.
Владеет португальским, люксембургским, французским, английским и немецким языками, изучает русский и украинский языки.

## Достижения
- Чемпионат Молдавии
  - Чемпион: 2018
- Чемпионат Украины:
  - Чемпион: 2020/21
- Кубок Украины:
  - Обладатель: 2020/21
- Суперкубок Украины
  - Обладатель (2): 2019, 2020